# Philippe Labro
Philippe Labro (Montauban, 27 agosto 1936 – Parigi, 4 giugno 2025) è stato un giornalista, scrittore e regista francese.

## Biografia
Dopo un'infanzia piuttosto movimentata, a 18 anni Philippe Labro partì per gli Stati Uniti d'America, con il consenso dei suoi genitori, andando a studiare in Virginia. 
Tornato in Europa, trovò lavoro come reporter in molte città francesi. Nel 1960 si arruolò con l'esercito francese per la campagna d'Algeria e due anni più tardi riprese la sua attività di giornalista e reporter, lavorando per conto della RTL, del periodico Paris Match e, successivamente, per TF1 e per Antenne 2. 
Dopo tali esperienze, cominciò ad intervallare la propria professione con la scrittura di alcuni romanzi, di generi variabili, editi in Francia dalla famosa casa editrice Gallimard.
Nel 1969 esordì come regista con il film Tutto può succedere, continuando a lavorare in film di maggiore rilevanza, di genere prettamente giallo e poliziesco. 
È ricordato soprattutto per essere stato il regista di film di buon successo, ancora oggi vivi nella memoria degli appassionati del cinema francese, come Senza movente (1971) con Jean-Louis Trintignant,  L'erede (1972) e Lo sparviero (1976) con Jean-Paul Belmondo.
Reputato come uno dei giornalisti più vicini a Vincent Bolloré, lavorò come editorialista e critico letterario del settimanale Le Journal du dimanche e collaborò occasionalmente con Paris Match.

## Filmografia
- Tutto può succedere (Tout peut arriver) (1969)
- Senza movente (Sans mobile apparent) (1971)
- L'erede (L'Héritier) (1973)
- Amore e violenza (Le Hasard et la Violence) (1974)
- Lo sparviero (L'Alpagueur) (1976)
- La Crime (1983)
- Il desiderio e la corruzione (Rive droite, rive gauche) (1984)